# لیمن‌ویل (لوئیزیانا)
لیمن‌ویل (به انگلیسی: Lemannville) یک منطقهٔ مسکونی در ایالات متحده آمریکا است که در لوئیزیانا واقع شده‌است. لیمن‌ویل ۳٫۳ کیلومتر مربع مساحت و ۸۶۰ نفر جمعیت دارد و ۶٫۴ متر بالاتر از سطح دریا واقع شده‌است.